# Министарство привреде Републике Србије
Министарство привреде  обавља послове државне управе који се односе на привреду и привредни развој, положај и повезивање привредних друштава и других облика организовања за обављање привредне делатности. Министарство се налази у улици Кнеза Милоша 20. у Београду. Актуелни министар је Адријана Месаровић.

## Делокруг рада Министарства
Делокруг рада Министарства привреде утврђен је законом о министарствима и подразумева послове који се поред привреде и привредног развоја односе на подстицање развоја и структурно прилагођавање привреде, утврђивање политике и стратегије привредног развоја, предлагање мера и праћење спровођења економске политике за привредни раст, кредитирање привреде и осигурање банкарских кредита, субвенционисање кредита, координацију послова у вези с повезивањем привредних друштава са стратешким инвеститорима, предлагање и спровођење финансијских и других мера ради подстицања пословања, конкурентности и ликвидности привредних субјеката у Републици Србији.
Законом је такође утврђено да се министарство бави и пословима који се односе на приватизацију, координацију послова у вези с проценом вредности капитала, стечај, стандардизацију, техничке прописе, акредитацију, мере и драгоцене метале;   надзор и управне послове у вези са привредним регистрима, употребу назива Републике Србије у пословном имену привредних друштава, регионални развој.

## Органи управе у саставу Министарства финансија

### Дирекција за мере и драгоцене метале
Дирекција за мере и драгоцене метале као орган управе у саставу Министарства привреде, обавља стручне послове и послове државне управе који се односе на: контролу мера и драгоцених метала, законске мерне јединице; еталоне; мерила, као и друге послове који су одређени законом којим се уређује метрологија и другим законима.

### Управа за брзи одговор
Управа за брзи одговор као орган управе у саставу Министарства привреде, обавља послове државне управе и стручне послове који се односе на: унапређивање услова за привлачење страних инвестиција, подизање ефикасности у реализацији пројеката од значаја за Републику Србију и ефикасности рада свих органа и организација који учествују у поступцима остваривања права на градњу, као и друге послове одређене законом.

## Организациона структура
Поред кабинета министра и секретаријата у саставу министарства постоји и самостални извршилац - Интерни ревизор.
Даља подела направљена је по принципу сектора и то:
- Сектор за привредни развој
- Ставка пописа с ознакама
- Сектор за развој малих и средњих предузећа и предузетништва
- Сектор за инфраструктуру квалитета
- Сектор за међународну сарадњу и европске интеграције
- Сектор за приватизацију и стечај
- Сектор за контролу, надзор и управне послове у области јавних предузећа и привредних регистара
- Сектор за инвестиције у инфраструктурне пројекте